# Компютърна музика
Компютърна музика е прилагането на компютърни технологии в процеса на композиране, с цел да се помогне на композитора или с цел компютърът независимо да създаде музикална композиция, примерно чрез алгоритмично композиционна програма. В нея се включват теории и прилагане на нови и стари софтуерни приложения, както и аспекти на музиката, като звуков синтез, цифрова обработка на сигнала, звуков дизайн, скоростта на звуковата дифузия, акустика, психоакустика и др. За корени на комопютърната музика може да се считат електронната музика. Иновациите и експериментите с електронни инструменти и софтуер започват през 20 век.
През 2000 година с широкото разпространение и повишаване на достъпността на домашните компютри, компютърната музика става все по-популярна. Започва все повече да се използват цифрови аудиозаписващи системи, както и софтуери, като Garageband и Protools. 

## История
Голяма част от работата на компютърната музика се дължи на връзката между теория на музиката и математиката. Връзката помежду им е била забелязана още от древните гърци и описана в „Музика на сферите“. Първият работещ и свирещ музика компютър в света е бил CSIRAC. Разработен и проектиран от Тревор Пърси и Мастон Беард през 1950 г. математикът Геоф Хил програмира CSIRAC да изсвири популярни музикални мелодии от началото на 1950 г. През 1951 г. публично е изсвирен „маршът на полковник Богей“, но не съществуват известни аудиозаписи. CSIRAC е бил използван за изсвирването на стандартен репертоар, а не за преработка или композиране, което всъщност представлява текущата компютърна музика.
Най-старите известни записи на генерирана компютърна музика са били възпроизведени от компютъра Ферантти Марк 1, които е бил комерсиалната версия на Бейби Машин, от университета в Манчестър през есента на 1951 г. Музикалната програма е написана от Кристофър Стрейчи. По време на сесия, записана от Би Би Си, машината успя да си проправи път през песни, като „Baa Baa Black Sheep“, „God Save the King“ и част от „In the Mood“.
През 1950 година се случват още две много важни събития – възпроизвеждането на цифрови звуци от компютър и създаването на алгоритмична програма, която не просто възпроизвежда „наизуст“. Макс Матю от лабораториите на Бел разработва програмата MUSIC I, която допълнително популяризира компютърната музика.
В Япония експериментите в компютърната музика датират от 1962 г., когато професор Секине от Университета „Кейо“ и инженер Хаяши от „Тошиба“ експериментират с компютъра TOSBAC. В резултат на тези експерименти се появява и музикално парче, повлияно от Illiac Suite и озаглавено TOSBAC Suite. По-късно японските компютърни музикални композиции включват песни от Кенджиро Езаки представени по време на Осака Експо '70 и „Panoramic Sonore“ (1974 г.). Езаки също публикува статия, озаглавена „Съвременната музика и компютрите“, през 1970 г. Оттогава японските изследвания в компютърната музика до голяма степен са извършена с търговски цели, въпреки че някои от най-сериозните японски музиканти използвали големи компютърни системи, като например „Fairlight“ през 1970 г.

По-ранните компютърно-музикални програми, обикновено не работили в реално време. Програмите е трябвало да работят с часове или дори дни, на компютри за милиони долари, за да генерират музика от няколко минути. Един от начините да се избегне това било използването на „хибридна система“, където микропроцесорна система контролирала аналогов синтезатор (1978 г.). Работата на Джон Чолинг по FM звукови вълни през 1960 – 1970 г. допринася в голяма степен за по-ефикасен звуков синтез. През 1983 г. това води до развитието на цифров синтезатор Ямаха DX7. Впоследствие по-достъпните микрокомпютъри и чипове водят до отварянето на една нова врата за компютърната музика – създаване на компютърна музика в реално време. През 1980 г. компютри, като NEC PC-88, се произвеждат заедно с инсталирани звукови чипове и включват аудио езици за програмиране, като например Music Macro Language (MML) и MIDI интерфейси, които най-често са били използвани за възпроизвеждането на звуци във видеоигри, музика и т.н. В началото на 1990 г., производителността на микропроцесорите на компютрите достигат точка, в която програмите за възпроизвеждане на музика използват повече от капацитета на микропроцесора и музикалните алгоритми стават невъзможни. 
Интересните звуци трябва да имат флуидност и изменчивост, която им позволява да останат свежи за ухото. В компютърната музика този тънък компонент се купува на висока изчислителна цена, както по отношение на броя детайлни компоненти в партитурата, така и за количеството тълкувателна работа, която трябва да се произведе от инструментите за реализирането на детайла в звука.

## Развитие
Изчислителната мощност и софтуер за манипулиране на цифровите медии отбелязва голям напредък в сегашно време. Това драстично засяга пътя, по който компютърната музика се генерира и начина, по който това се извършва. Сегашното поколение микрокомпютри са достатъчно мощни, за да изпълнява много сложен аудиосинтез, използвайки голямо разнообразие от алгоритми и подходи. Компютърни музикални системи и подходи сега са навсякъде, здраво вградени в процеса на създаване на музика: компютърно-базирани синтезатори, цифрови миксери и ефект педали са станали толкова често срещани, че използването на цифрова, а не аналогова технология за създаване и запис на музика е нещо съвсем нормално, а не изключение.

## Проучване
Независимо от силното присъствие на компютърната музика в ежедневието и културата, изгледователската дейност в областта на компютърната музика има значителна активност. Изследователите продължават да прилагат нови и интересни подходи за синтез, състав и представяне. Навсякъде по света има много организации и институции, посветени на областта в изследването и изучаването на компютърната и електронната музика. Пример за това са организации, като [[ICAM]] (International Computer Music Association), [[IRCAM]], GRAME, [[SEAMUS]](Society for Electro Acoustic Music in the United States), [[CEC]] (Canadian Electroacoustic Community), както и още много други.

## Компютърно-генерирана музика
Компютърно генерирана музика е музика композирана от или с помощта на компютър. Всяка музика използва компютър при композирането ѝ или на някакъв етап от композирането ѝ е във връзка с компютър. Използването на компютри в музиката е толкова разпространено, че под компютърно-генерирана музика се има предвид музика, която не би могло да се създаде без използването на компютри. Може да се разграничат две групи компютърно-генерирана музика: музика, която се композира от компютър или на компютър, но може да бъде изпълнявана от хора, и такава, която е създадена и изпълнявана от компютъра. Съществуват много жанрове в музиката, които се създават и изпълняват на компютър.

### Музика, съставена и изпълнена от компютри
На по-късен етап от развитието на компютърната музика се появяват и композитори, като Готтфриед Майкъл Кьониг, които успешно композират компютърно генериран звук, добър колкото оригинала. Кьониг разработва алгоритмично композиционна програма, базирана на неговата композиционна практика. Програмата не е точно като на тази на Ксенакис, той използва математическа абстракция и изучава колко далеч би стигнал с този метод. Софтуерът на Кьонинг „превежда“ математическите уравнения от кода, като ги представя в равни на тях ноти. Това позволява нотите да се запишат, след което да могат да бъдат изсвирени от хора. Неговите програми „Проект 1“ и „Проект 2“ са примери за този вид софтуер. По-късно той доразработва софтуера, като разширява същите принципи и това дава възможност на компютъра да произвежда звука директно. SSP е пример за програма, която съдържа точно този тип функция. Всички тези програми са били произведени от Кьонинг в Института по сонология в град Утрехт през 1970 година.
Методите, които са използвали Кьонинг и Ксенакис, се използват и до днес. От изобретяването на MIDI системата, в началото на 1980, някои програмисти работят върху софтуер, който свързва MIDI с алгоритъм и това позволява да се въпроизвеждат звукови файлове на компютър, посредством звуковата карта, или да се записват файлове, които могат да бъдат възпроизведени от други програми.
Някои от тези програми са базирани на фракталната геометрия и могат да насочват MIDI към определени фрактали или фрактални уравнения. Тези програми са широко разпространени и лесно достъпни. И въпреки че се използват по-често от хора, които не са музиканти, под формата на „умни играчки“, професионалните музиканти също не ги подминават. В резултат на използването им може да се получи „музика“, която е по-скоро семпъл, но също така и музика, която ни е позната и приятна за слушане. В алгоритмичната музика, и като цяло в алгоритмичното изкуство, по-голямо значение за звученето имат въведените параметри, а не толкова самият алгоритъм и приложени методи. Така например може да се използва един и същ алгоритъм, като се зададат различни входни данни и полученият резултат може да е от хармонично мелодична музикална творба до фантастично дисонантна какофония.
Други програми могат да имплементират математически формули и константи, за да изсвирят последователност от ноти. По този начин може да се зададе безкрайна поредица от ирационални числа, където всяка нота да отговаря на цифра след десетичната запетая на това число. Тази последователност може сама по себе си да представлява композиция, а може и да бъде основа за по-нататъчно развитие.
Операции като тези и още по-сложни могат да бъдат извършени с компютърни музикални езици за програмиране, като Max/MSP, SuperCollider, Csound, Pure Data (Pd), Keykit, and ChucK. Тези програми лесно се поддържат от повечето персонални компютри, и често са способни на по-сложни функции, различни от тези, които биха се налагали и на най-мощните компютри преди няколко десетилетия.
Съществуват програми, които генерират „човешко звучащи“ мелодии, използвайки помощта на огромна база данни от фрази. Един пример за това е „Band-в-а-Box“, което е способна да създаде джаз, блус и рок инструментални сола почти без никакво взаимодействие с потребителя. Друг пример е „Impro-Visor“, която използва стохастичен контекст на граматиката, за да генерира фрази и произведе музикални сола.
Друг „киберподход“ към музиката е използването на специален хардуер, който отчита външни стимулации, след което ги преобразува в компютъра и реализира изпълнението. Примери за този стил компютърна музика могат да бъдат открити в средата на 1980-те, в работата на Дейвид Рокеби, където движения са „преведени“ в MIDI сегменти.

### Компютърно-генерирани произведения за по-висока производителност при хората
Много системи за генериране на музикални произведения действително са съществували много преди времето на компютрите. Една от тях е музикална игра на зарове от 18 век, която използва зарове да избира произволно части от голяма колекция, трансформирайки ги в малки фрази. Когато тези фрази се комбинират, те могат да създадат музикални произведения, които могат да бъдат изпълнявани от човек. Въпреки че не са били действително съставени с компютъри в съвременния смисъл на думата, те използват елементарна форма на случайни комбинаторни техники, а понякога се използват и в компютърно генерирани произведения.
Първата в света цифрова компютърна музика е генерирана в Австралия, въпреки че тя е била използвана само за да създава стандартни мелодии. Впоследствие са известни доста композитори, които пишат музика на компютър. Те започват да създават програми на езика FORTRAN, така че генерираните числови данни да се транскрибират в резултати и да бъдат възпроизведени чрез реални музикални инструменти. Пример за това е ST / 48 от 1962 г.
Въпреки че тази музика би могла да състави без компютър, големият брой операции и изчисления при комбинирането на музикалните ноти дават голямо предимство на компютърно направените произведения. Компютрите също са били използвани в опит да имитират звуците на велики композитори от миналото, като най-често това е Моцарт. В настоящето има представители на тази техника, които пишат компютърни програми, анализиращи произведенията на други автори, в опит да произвеждат нови творби в подобен стил. Те са използвали тази програма с голям ефект при композитори, като Бах и Моцарт (създаването на „42-ра симфония от Моцарт“), а също така и в рамките на собствените си произведения, съчетаващи собствените си творби с тези на компютъра.
Има изследователски проекти на доста университети, които разработват компютърни програми, базирани на работа с множество компютри едновременно, които могат да композират сложни, мулти-инструментални произведения за редактиране и изпълнение. Първият пълен албум е описван като „Първата голяма работа, съставена от компютър и изпълнявана от реален оркестър.“ Има групи, които създават програмен интерфейс за разработчиците, за да използват технологията и правят музика на интернет страниците си.

### Компютърно-подпомогнато алгоритмично произведение
Компютърно-подпомогнато алгоритмично произведение е прилагането и използването на алгоритмични техники в софтуера. Този етикет е получен от комбинацията на два етикета, всеки от които не е много удачен за продължителна употреба. При компютърно-подпомогнатата композиция липсва специфичност за използване на генеративни алгоритми. Музика, произведена с нотация или секвениращ софтуер, лесно може да се счита за компютърно направена. Фразата алгоритмично произведение е също твърде широко понятие, по-специално с това, че не се посочва използването на компютър.

## Машинна импровизация
Машинната импровизация използва компютърни алгоритми, за да създаде импровизация на съществуващи музикални материали. Това често бива направено от сложна рекомбинация от музикални фрази, извлечени от съществуваща музика – или жива, или предварително записана. С цел постигане на правдобобна импровизация в особен стил, машинната импровизация използва машинно обучение и алгоритми за съвпадение, които да анализират съществуващи музикални примери. След това получените модели биват използвани за създаване на нови вариации „в стила“ на оригиналната музика, развивайки понятие от стилистично реинжектиране. Това е различно от други импровизационни методи с компютри, които използват алгоримитнична композиция, за да създават нова музика без да изпълняват анализи от съществуващи примери.

### Статистически стил моделиране
Стилното модилиране преполага създаване на изчислително представляване на музикалната повърхност, която улавя стилистичните особености от файловете. Статистичните подходи се използват за улавяне на съкращения от гледна точка на моделите речници или повторения, които по-късно са реконструирани да създават нови музикална информация. Стилистичното смесване може да бъде реализирано от анализи от бази данни, съдържащи многократни музикални примери в различни стилове. Машинната импровизация надграждат дълга музикална традиция от статистическо модилиране, което е започнало с Хилер (Hiller) и Isaacson's Illiac Suite for String Quartet (1957) и Ксенакис (Xenakis), използва се от веригите на Марков (Markov’s chains) и стохастични процеси. Модерните методи включват използването на компресия от данни без загуба за частичния разбор, предсказна наставка дърво и търсене на низове чрез специален алгоритъм.

### Използване на машинна импровизация
Машинната импровизация насърчава музикално творчество чрез осигуряване на автоматично моделиране и трансформация на структури за съществуваща музика. Това осигурява естествен интерфейс с музикант без нужда за кодиране на музикални алгоритми. В живото изпълнение повторно инжектира музикантския материал по няколко различни начина, позволявайки семантично представяне на нива от сесията и „интелигентна“ рекомбинация и трансформация от този материал в реално време.

### Имплементации
Първото системно имплементиране на интерактивна машинна импровизация посредством модела Марков и техниките за стилистично моделиране е „Континуатор“ (Continuator), разработено от Франсоа Пачет (François Pachet) в Sony CSL Париж през 2002 г., базирано на работата върху нереално време стилистично моделиране. Матлаб (Matlab) прилагане на Factor Oracle може да бъде намерено като част от Компютърното прослушване в кутията с инструменти. OMax е софтуерна среда, разработена в IRCAM. OMax използва OpenMusic и Max. Базиран е на изследвания на стилистичното моделиране, извършено от Джерард Асаяг (Gerard Assayag) и Шломо Дубнов (Shlomo Dubnov) и на проучванията върху импровизацията с компютър от Г. Асаяг (G. Assayag), М. Чемилер (M. Chemillier) и Г. Блоч (G. Bloch).

## Организации
- Международно сдружение за компютърна музика – ICMA (International Computer Music Association)[3]
- IRCAM (Institut de Recherche at Coordination Acoustique/Musique)[4]
- Обществото за акустична електронна музика в Съединените щати – SEAMUS (Society for Electro Acoustic Music in the United States)[5]
- Група по компютърна музика към Университет „Карнеги Мелън“[6]